# Hines (Oregón)
Hines es una ciudad ubicada en el condado de Harney en el estado estadounidense de Oregón. En el año 2000 tenía una población de 1.623 habitantes y una densidad poblacional de 264.4 personas por km².

## Geografía
Hines se encuentra ubicada en las coordenadas 43°33′33″N 119°5′0″O / 43.55917, -119.08333.

## Demografía
Según la Oficina del Censo en 2000 los ingresos medios por hogar en la localidad eran de $40,917, y los ingresos medios por familia eran $43,452. Los hombres tenían unos ingresos medios de $32,772 frente a los $22,458 para las mujeres. La renta per cápita para la localidad era de $15,783. Alrededor del 9.9% de la población estaban por debajo del umbral de pobreza.